# Championnat de France des rallyes 2010
Navigation
Édition précédente Édition suivante

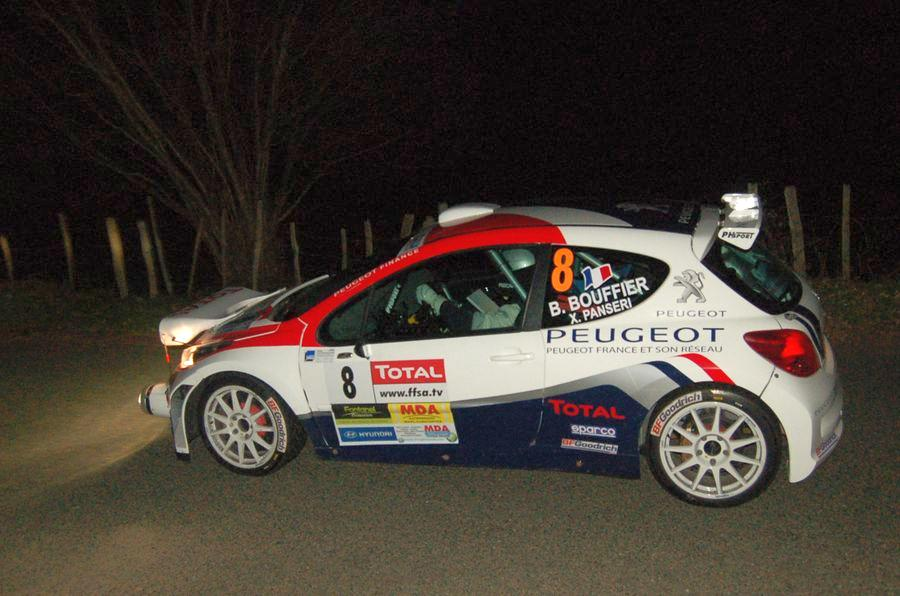
Bryan Bouffier Champion au Lyon-Charbonnière

Premier titre national pour Bryan Bouffier avec une Peugeot 207 S2000 officielle. C'est la deuxième fois qu'une S2000 remporte un Championnat de France des rallyes.  À noter qu'il avait auparavant acquis 3 titres de champion en Pologne dont 2 pour la marque au lion.
Cédric Robert échoue pour la 3e fois dans la course au titre après 2002 et 2006
Cette année, pour la première fois, le Rallye Lyon-Charbonnières n'a pas fait l'ouverture du championnat de France des Rallyes au profit du Rallye du Touquet.
Pour la première fois dans le cadre du championnat de France des Rallyes, les pilotes ont parcouru 4 fois une spéciale chronométrée de 50 Kilomètres lors du Rallye du Limousin.
Le rallye Alsace-Vosges n'est pas au calendrier car l'épreuve française du Championnat du monde des rallyes 2010 se déroule en Alsace. La nouvelle épreuve Alsacienne, le Rallye de France – Grand National comptera, à la fois pour le championnat de France des Rallyes 2010 mais aussi pour le Championnat du monde des rallyes 2010.

## Rallyes de la saison 2010
| N° | Dates                   | Rallye                            | Vainqueur      | Copilote          | Voiture           |
| 1  | 19 mars-21 mars         | Rallye du Touquet                 | Pieter Tsjoen  | Frederic Miclotte | Ford Focus WRC    |
| 2  | 15 avril-17 avril       | Rallye Lyon-Charbonnières         | Cédric Robert  | Matthieu Duval    | Peugeot 307 WRC   |
| 3  | 11 juin-13 juin         | Rallye du Limousin                | Bryan Bouffier | Xavier Panseri    | Peugeot 207 S2000 |
| 4  | 9 juillet-11 juillet    | Rallye du Rouergue                | Cédric Robert  | Matthieu Duval    | Peugeot 307 WRC   |
| 5  | 3 septembre-5 septembre | Rallye du Mont-Blanc              | Dany Snobeck   | Gilles Mondésir   | Peugeot 307 WRC   |
| 6  | 1er octobre-2 octobre   | Rallye de France – Grand National | Bryan Bouffier | Xavier Panseri    | Peugeot 207 S2000 |
| 7  | 22 octobre-24 octobre   | Critérium des Cévennes            | Bryan Bouffier | Xavier Panseri    | Peugeot 207 S2000 |
| 8  | 26 novembre-28 novembre | Rallye du Var                     | Cédric Robert  | Matthieu Duval    | Peugeot 307 WRC   |

## Classement du championnat
| Place | Pilote              | Voiture                   | 1   | 2   | 3   | 4   | 5   | 6   | 7   | 8   | Points |
| ----- | ------------------- | ------------------------- | --- | --- | --- | --- | --- | --- | --- | --- | ------ |
| 1er   | Bryan Bouffier      | Peugeot 207 S2000         | ab  | 4e  | 1er | 3e  | 3e  | 1er | 1er | 2e  | 109    |
| 2e    | Cédric Robert       | Peugeot 307 WRC           |     | 1er |     | 1er |     | 5e  | 2e  | 1er | 106    |
| 2e    | Cédric Robert       | Peugeot 207 S2000         |     |     | 2e  |     | 6e  |     |     |     | 106    |
| 3e    | Pierre Roché        | Subaru Impreza WRC        | 10e | 5e  | 3e  |     | 4e  |     |     |     | 71     |
| 3e    | Pierre Roché        | Peugeot 307 WRC           |     |     |     |     |     | 2e  | 5e  | ab  | 71     |
| 4e    | Pieter Tsjoen       | Ford Focus RS WRC         | 1er | 3e  | ab  | 2e  | 2e  | ab  |     |     | 64     |
| 5e    | Emmanuel Guigou     | Renault Clio R3           | 4e  | 9e  | ab  | 6e  | 13e |     | 6e  | 10e | 64     |
| 5e    | Emmanuel Guigou     | Renault Twingo R1         |     |     |     |     |     | 30e |     |     | 64     |
| 6e    | Jean-Renaud Marchal | Citroën C2 R2             | 18e | 17e | 13e | 14e |     | 16e | 11e |     | 50     |
| 7e    | Marc Amourette      | Citroën C2 S1600          | 6e  |     | 10e | 5e  | 14e | 11e |     |     | 49     |
| 8e    | Clément Dub         | Abarth Grande Punto S2000 | 20e | 12e | 5e  | 7e  | 12e | 13e | ab  | 6e  | 48     |
| 9e    | Thomas Barral       | Abarth Grande Punto S2000 | 3e  | 13e |     |     |     |     |     |     | 37     |
| 9e    | Thomas Barral       | Renault Clio R3           |     |     |     |     |     | 6e  |     | 13e | 37     |
| 10e   | Dany Snobeck        | Peugeot 307 WRC           |     | 2e  |     |     | 1er |     |     |     | 36     |
| 10e   | Dany Snobeck        | Citroën C4 WRC            |     |     |     |     |     |     |     | ab  | 36     |

### Autres championnats/coupes sur asphalte
- Trophée BF Goodrich : 
  - 1er Ludovic Gal sur Peugeot 207 S2000 avec 32pts
  - 2e  Clément Dub sur Abarth Grande Punto S2000 avec 30pts
  - 3e  Emmanuel Guigou sur Renault Clio R3 avec 30pts

- Championnat de France Team :
  - 1er GPC Motorsport avec 112pts
  - 2e Chazel-Dalta avec 85pts
  - 3e 2HP Compétition avec 83pts

- Championnat de France des Rallyes-Copilotes :
  - 1er Xavier Panseri avec 109pts
  - 2e  Mathieu Duval avec 106pts
  - 3e  Martine Roché avec 71pts

- Super Coupe : 
  - 1er Laurent Clutier avec 430pts
  - 2e  Nicolas Romiguière avec 410pts
  - 3e  Jean-Paul Monnin avec 350pts

- Volant Peugeot 207 : 
  - 1er Laurent Reuche avec 101pts
  - 2e  Pierre Marché avec 89pts
  - 3e  Germain Bonnefis avec 82pts